# Kachu Pukur
Kachu Pukur é uma vila no distrito de Maldah, no estado indiano de Bengala Ocidental.

## Demografia
Segundo o censo de 2001, Kachu Pukur tinha uma população de 5348 habitantes. Os indivíduos do sexo masculino constituem 51% da população e os do sexo feminino 49%. Kachu Pukur tem uma taxa de literacia de 71%, superior à média nacional de 59,5%: a literacia no sexo masculino é de 77% e no sexo feminino é de 64%. Em Kachu Pukur, 12% da população está abaixo dos 6 anos de idade.